# Solocma
Solocma (węg. Szolokma) – wieś w Rumunii, w okręgu Marusza, w gminie Ghindari. W 2011 roku liczyła 356 mieszkańców.